# Ernst Schütte (Bühnenbildner)

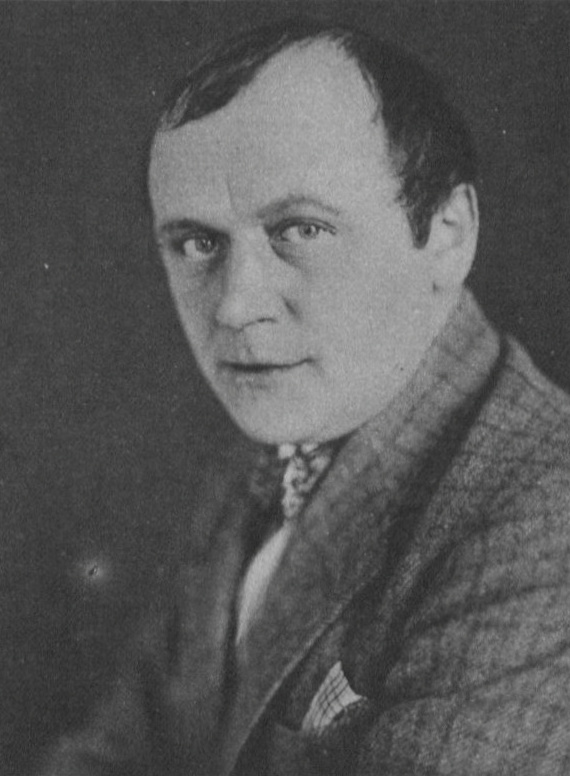
Ernst Schütte (1927)

Ernst Heinrich Conrad Schütte (geboren 5. April 1890 in Hannover; gestorben 28. Dezember 1951 in Berlin) war ein deutscher Maler, Architekt, Illustrator und Bühnenbildner.

## Leben

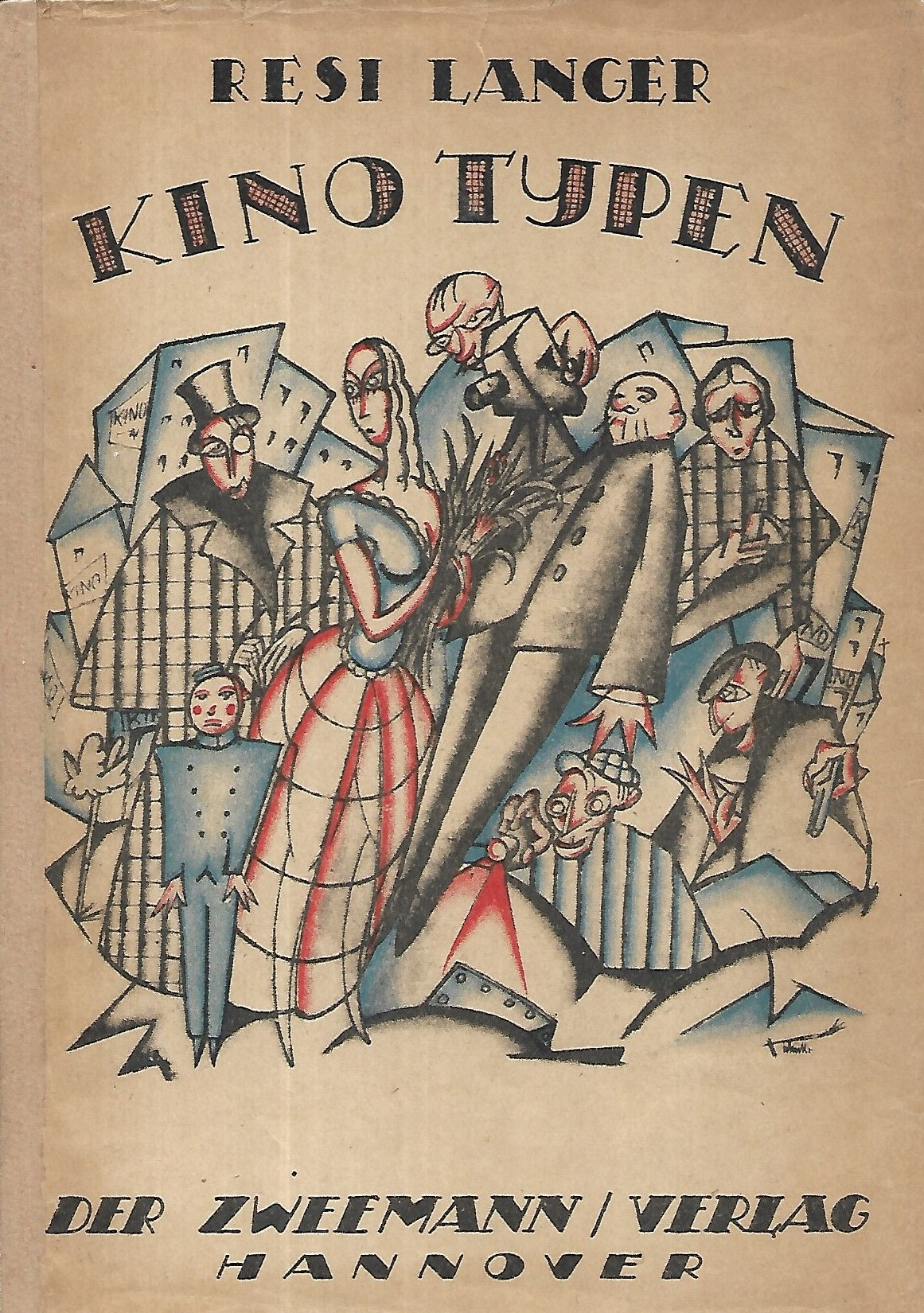
Buchtitel-Illustration für Resi Langers Kinotypen, 1919

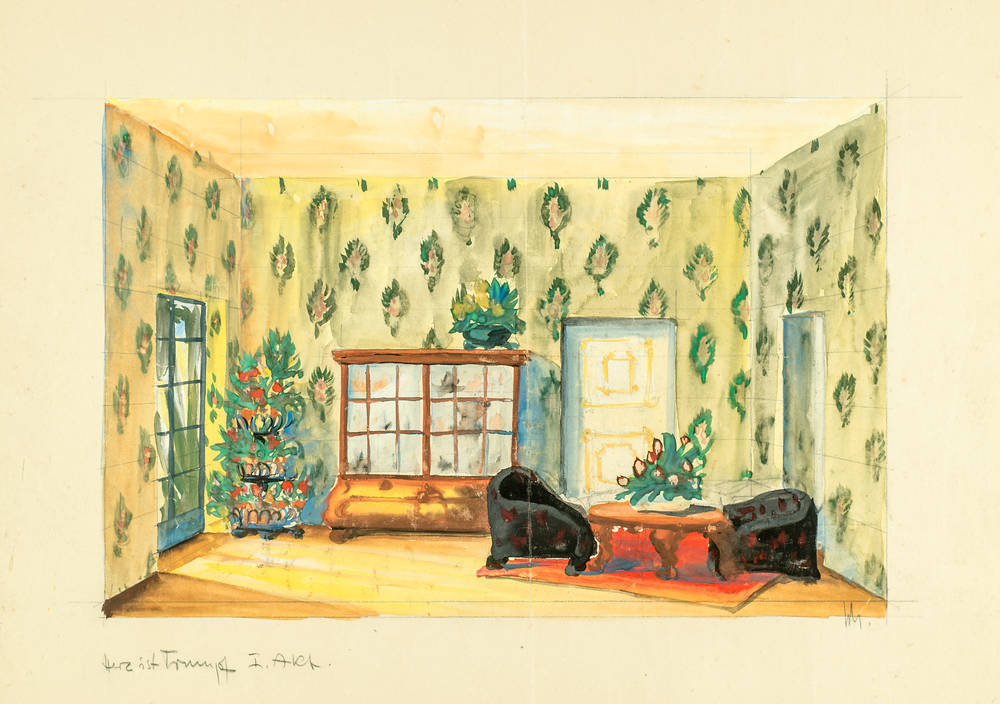
Bühnenbild für Herz ist Trumpf, 1925

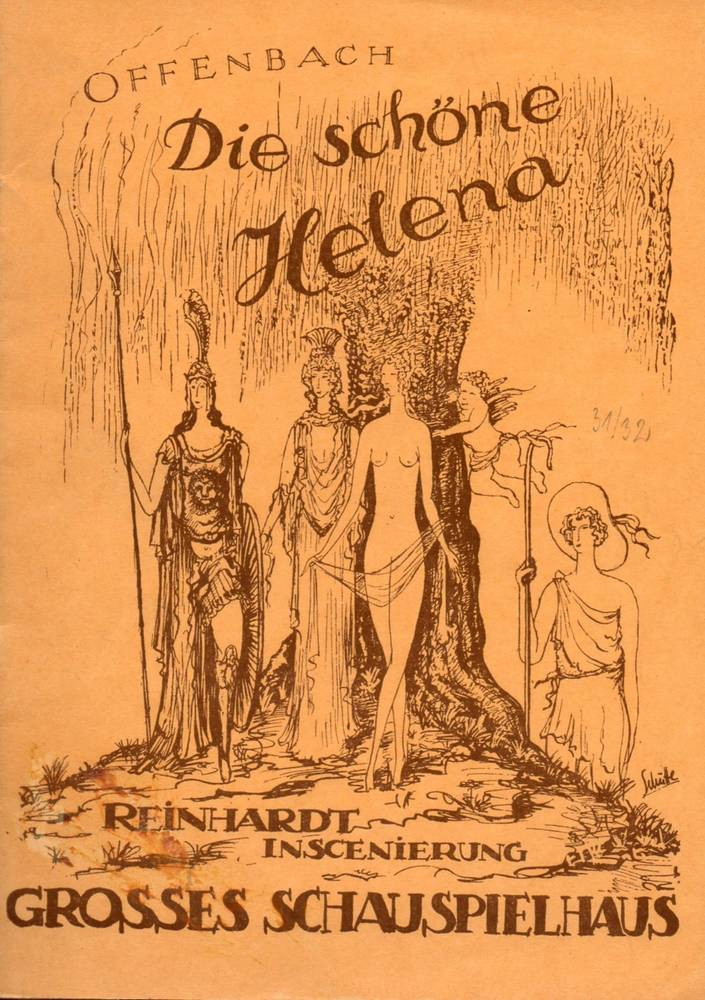
Titelblatt für Offenbachs Die schöne Helena, 1932

Ernst Schütte durchlief eine Ausbildung zum Tischler und wirkte anschließend als Geselle in seinem Fach. Er besuchte die Kunstgewerbe- und Handwerkerschule in Hannover und studierte Architektur an der hannoverschen Technischen Hochschule. Er arbeitete anfangs als Architekt in Hannover und München
Nach dem Ersten Weltkrieg lebte er in Hannover, wo er als Maler und Lehrer wirkte und Bücher für den Paul Steegemann Verlag illustrierte. Er beteiligte sich mit seinen Werken an Ausstellungen der Freien Sezession und war zudem für das Theater Hannover tätig.
1921 wurde er Bühnenbildner am Landestheater Meiningen und am Theater Weimar. 1925 wurde er von Max Reinhardt als Ausstattungschef an das Deutsche Theater Berlin engagiert. Er gestaltete unter anderem 1931 das Bühnenbild für die Uraufführung des Hauptmann von Köpenick. Er war auch beteiligt an den Uraufführungen von Ferdinand Bruckners Elisabeth von England (1930), Ödön von Horvaths Geschichten aus dem Wiener Wald (1931) und Gerhart Hauptmanns Vor Sonnenuntergang (1932).
Ab 1928 war er für Reinhardt auch am Theater in der Josefstadt in Wien tätig und ab 1930 auch bei den Salzburger Festspielen. Schütte war seit 1921 mit der Fotografin Erna Jonas (1888–1968), einer Jüdin, verheiratet. Nach der Machtübergabe an die Nationalsozialisten 1933 floh er mit Frau und Kind nach Paris. Da er dort beruflich nicht Fuß fassen konnte, kehrte er nach Berlin zurück und erhielt, unter der Bedingung, dass er von seiner Frau getrennt lebe, eine Sondergenehmigung für die Arbeit unter Intendant Heinz Hilpert am Deutschen Theater. 
Nach Kriegsende wurde Schütte Leiter der Klasse für Bühnenbildner an der Hochschule für bildende Künste Berlin.

## Buchillustrationen (Auswahl)
- E. A. Poe: Romantische Liebesgeschichten. Übersetzung Paul Steegemann. Zeichnung und Einband von Ernst Schütte. Hannover : Goldschmidt, 1919
- Oscar Wilde: Der Priester und der Messnerknabe. Übersetzung E. Sander. Illustrationen von E. Schütte. Hannover : Der Zweenmann, 1919
- Claude-Prosper Jolyot de Crébillon: Das Sofa. Übersetzung E. Sander. Steinzeichnungen E. Schütte. Hannover : Der Zweemann, 1920
- Dési Stinnes: Die Söhne : 8 Szenen. Mit 8 Steinzeichnungen und Tafel von Ernst Schütte. Hannover : P. Steegemann, 1926